# 小林架純
小林架純（日语：／ Kobayashi Kasumi，2000年5月6日—），日本前寫真偶像。於東京都出身。

## 生平
小林架純在2015年先後推出寫真DVD《Cutie Berry 15歲 JC》、《Juicy 架純已是F罩杯了》（じゅーしぃーJC かすみはFカップになったよー）、《美少女補品》（美少女サプリ）。她在8月發表的寫真DVD《Cutie Berry 15歲 JC》中以穿上連體衣和校服的樣子出鏡。10月，她的寫真DVD《Juicy 架純已是F罩杯了》公開，此作拍攝了她身穿各種泳裝亮相的樣子。12月，她發表作品《美少女補品》。此作為她11月在千葉縣拍攝的，觀眾能從中觀賞飾演女友角色的小林。
2016年2月，小林推出寫真DVD《青春期與成人之間》（思春期とオトナの真ん中）。它運用到了跳箱去輔助拍攝。10月，她的寫真總集編《架純收藏》（かすみこれくしょん）公開，封底提到她已經引退。

## 外部連結
- 小林架純 （页面存档备份，存于） - Allcinema